# Llista de peixos del riu Colúmbia

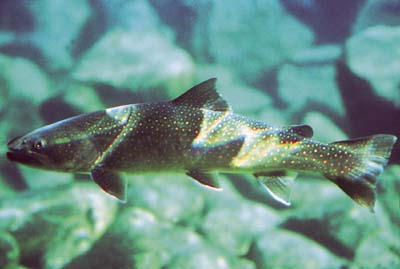
Salvelinus confluentus

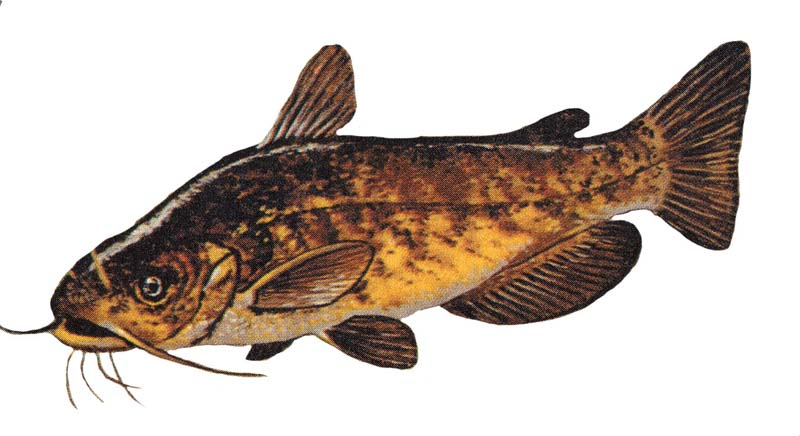
Ameiurus nebulosus

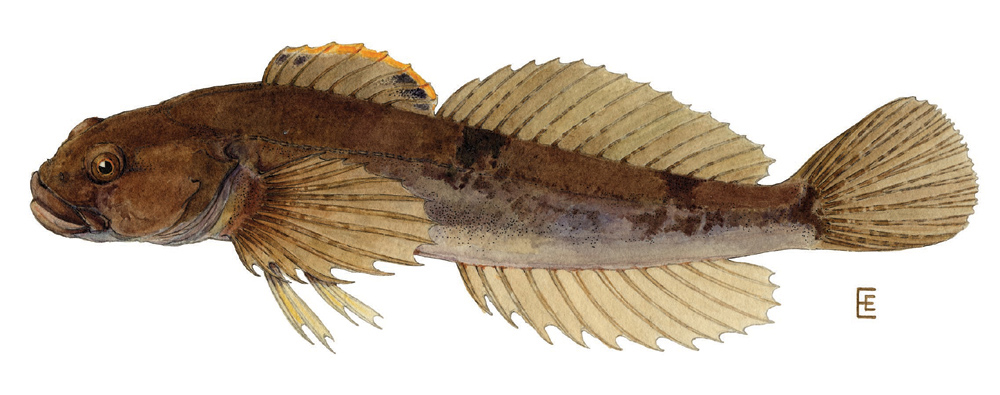
Cottus cognatus

Aquesta llista de peixos del riu Colúmbia inclou les 27 espècies de peixos que es poden trobar al riu Colúmbia ordenades per l'ordre alfabètic de llur nom científic.

## A
- Acipenser transmontanus
- Acrocheilus alutaceus
- Ameiurus nebulosus

## C
- Catostomus ardens
- Catostomus catostomus catostomus
- Catostomus columbianus
- Catostomus macrocheilus
- Cottus beldingii
- Cottus cognatus
- Cottus confusus
- Cottus gulosus
- Cottus marginatus
- Cottus rhotheus
- Couesius plumbeus

## G
- Gila bicolor

## L
- Lampetra pacifica
- Lampetra tridentata

## M
- Mylocheilus caurinus

## P
- Percopsis transmontana
- Prosopium coulterii
- Ptychocheilus oregonensis

## R
- Rhinichthys falcatus
- Rhinichthys osculus
- Rhinichthys umatilla
- Rhinogobius brunneus
- Richardsonius balteatus

## S
- Salvelinus confluentus[1]